# The Exception
The Exception (bra:A Exceção) é um filme de guerra romântico de 2016 dirigido por David Leveaux (em sua estreia na direção) e escrito por Simon Burke, baseado no livro de 2003 de Alan Judd, The Kaiser Last Kiss. O enredo é um relato ficcional da vida do exilado Kaiser Wilhelm II (Plummer). Quando um oficial da Wehrmacht (Courtney) é obrigado a determinar se um espião britânico se infiltrou ou não na residência do Kaiser com o objetivo de assassinar o monarca deposto, ele se apaixona por uma das empregadas do Kaiser (James) durante sua investigação. O filme teve sua estreia mundial no Festival Internacional de Cinema de Toronto de 2016 na seção de Apresentações Especiais. O filme teve um lançamento limitado e um lançamento sob demanda em 2 de junho de 2017 pela A24 e DirecTV Cinema nos Estados Unidos. O filme foi lançado em 2 de outubro de 2017 no Reino Unido pela Signature Entertainment.

## Elenco
- Lily James como Mieke de Jong
- Jai Courtney como Capitão Stefan Brandt
- Janet McTeer como Princesa Hermine Reuss de Greiz
- Christopher Plummer como Kaiser Wilhelm II
- Eddie Marsan como Heinrich Himmler
- Ben Daniels como Coronel Sigurd von Ilsemann
- Mark Dexter como Dietrich
- Kris Cuppens como Pastor Hendriks
- Anton Lesser como General Falkenberg
- Lucas Tavernier como SS-Coronel Meyer

## Recepção
O agregador de críticas Rotten Tomatoes relata uma taxa de aprovação de 73% com base em 60 resenhas, com uma classificação média de 6,2 / 10. O consenso crítico do site diz: "The Exception (The Kaiser Last Kiss) combina elegantemente romance de época bem vestido e drama de guerra em uma história solidamente elaborada ainda mais elevada pelo excelente trabalho de Christopher Plummer e os esforços de um elenco de apoio talentoso." No Metacritic, o filme tem uma pontuação de 60 em 100, com base em análises de 15 críticos, indicando "críticas mistas ou médias".